# Газопереробний завод Асаб
Газопереробний завод Асаб — виробничий комплекс у Об'єднаних Арабських Еміратах, створений з метою розробки розташованого на півдні емірату Абу-Дабі нафтогазового родовища Асаб.

## Загальний опис
Перший завод комплексу (наразі відомий як Асаб 0), ввели в дію у 1981 році з метою утилізації попутного газу, котрий отримували під час розробки нафтових покладів родовища. Він мав одну технологічну лінію та був здатний щоденно приймати 8,5 млн м3 газу (в подальшому цей показник довели до 12,9 млн м3 на добу). Вилучена суміш зріджених вуглеводневих газів (ЗВГ) відправлялась на установку фракціонування у Рувайсі, а підготований паливний газ транспортувався на ще один газопереробний майданчик Хабшан, котрий отримав роль вузлового хабу у газотранспортній системі країни, звідки ведуть трубопроводи на схід та захід.
У 2001-му внаслідок програми модернізації, відомої як Asab Gas Development I (AGD I), до розробки залучили газоконденсатні поклади (резервуари Тамама F та G). Для цього, зокрема, в 7 км від попереднього об'єкту запустили ГПЗ Асаб 1, дві технологічні лінії якого були здатні приймати 23,4 млн м3 газу на добу. Вилучений з нього конденсат — біля 80 тисяч барелів — почали подавати по спеціально спорудженому конденсатопроводу до того ж Рувайсу, де на місцевому нафтопереробному заводі нещодавно стали до ладу дві потужні лінії з переробки цього продукту. В той же час, залишковий газ закачували назад до покладів для збільшення вилучення гомологів метану (сайклінг-процес).
А в 2008-му завершили етап Asab Gas Development ІI (AGD ІI), основною метою якого було вилучення ЗВГ із підготованого на Асаб 1 ресурсу. Споруджений для цього ГПЗ Асаб 2 мав приймати 21 млн м3 газу на добу та вилучати з нього 4700 (за іншими даними — 6400) тон зріджених вуглеводневих газів. Збільшення виробітки останніх знайшло своє відображення у прокладанні більш потужного ЗВГ-трубопроводу. При цьому у літні місяці під час пікового попиту на енергію частина залишкового газу могла не закачуватись назад, а подаватись споживачам через газотранспортну мережу (на початку 2010-х спорудили новий газопровід Асаб – Хабшан).